# Abu-l-Abbàs ibn Raixiq
Abu-l-Abbàs Àhmad ibn Raixiq (àrab: أبو العباس أحمد بن رشيق, Abū l-ʿAbbās Aḥmad ibn Raxīq) fou valí de Mayurqa (1016/1020 o 1036-1048) al servei de Mujàhid de Dàniya.
Després de la conquesta de Mayurqa per part de Mujàhid, rei de la taifa de Dàniyya, aquest hi nomenà valí el seu estret col·laborador Àhmad ibn Raixiq. És probable que aquest valí tingués un paper significat en la potència naval que adquirí aleshores el reialme denier.
Durant el seu mandat, el 1038, acollí Ibn Hazm, teòleg, poeta, filòsof i jurista de l'escola zahirita, enfrontat a l'escola malikita, aleshores dominant entre els jurisconsults andalusins. A Mallorca es produí la polèmica sobre la llei musulmana entre Ibn Hazm i al-Baxí, que acreditaria una estructura política, administrativa, religiosa i cultural superior a la pròpia d'una administració provincial.